# Joe Hunt
Joseph Raphael Hunt, Joe Hunt (ur. 17 lutego 1919 w San Francisco, zm. 2 lutego 1945 w Daytona Beach) – amerykański tenisista, zwycięzca mistrzostw USA w grze pojedynczej, reprezentant kraju w Pucharze Davisa.

## Kariera tenisowa
Pochodził z rodziny o tradycjach tenisowych – ojciec Reuben był mistrzem Kalifornii Południowej w 1906, starsza siostra Marianne wygrała te mistrzostwa w 1934, a brat Charles w 1945 zajmował w klasyfikacji amerykańskiej 20. miejsce. Tenisistką była również żona Josepha, Jacque Virgil, liderka rankingu juniorek Południowej Kalifornii i uczestniczka mistrzostw USA w 1943.
Hunt zdobył mistrzostwo USA juniorów do lat 15 i 18. Jako jeden z najmłodszych graczy w historii trafił do czołowej dziesiątki rankingu amerykańskiego (w wieku 17 lat w 1936). Do tytułów juniorskich dołożył mistrzostwo międzyuczelniane (Intercollegiate), najpierw w deblu jako student Uniwersytetu Południowej Kalifornii (1938, z Lew Wetherellem), później w singlu już jako żołnierz w barwach Naval Academy (1941). Z Wetherellem zdobył także deblowe mistrzostwo USA na kortach ziemnych (1938). Obok Malcolma Chace, triumfatora sprzed pół wieku, był jedynym mistrzem akademickim w barwach różnych uczelni. Uprawiał także futbol amerykański.
W najważniejszym turnieju amerykańskim, mistrzostwach USA na kortach Forest Hills (obecne US Open), był w ćwierćfinale w 1937 i 1938, a w dwóch następnych edycjach w półfinałach. W 1939 i 1940 odpadał z Bobbym Riggsem. W kolejnych latach służba wojskowa uniemożliwiała mu udział w turnieju. Wreszcie w swoim ostatnim występie w 1943 Hunt okazał się najlepszy, w finale pokonując swojego przyjaciela (również urlopowanego żołnierza) Jacka Kramera. Mecz finałowy zakończył się nietypowym akcentem – przy piłce meczowej Hunt upadł zmagając się ze skurczem mięśni, ale Kramer wyrzucił piłkę na aut, co zakończyło pojedynek. Jak wspominał Kramer, niewykluczone, że Hunt nie byłby w stanie kontynuować tego meczu. Dla Hunta był to ostatni poważny start turniejowy, jeszcze tylko rok później wygrał lokalną imprezę w Pensacola na Florydzie, pokonując w finale innego tenisistę w mundurze, Teda Schroedera. W mistrzostwach USA nie bronił tytułu.
W 1939 znalazł się w składzie reprezentacji amerykańskiej, broniącej wywalczonego rok wcześniej Pucharu Davisa. Wystawiony do debla z Kramerem, nie zdołał wygrać meczu z Adrianem Quistem i Johnem Bromwichem (7:5, 2:6, 5:7, 2:6), co okazało się początkiem niepowodzeń Amerykanów. Grę podwójną rozgrywano przy stanie 2:0 dla USA, ale ostatecznie triumfowali Australijczycy pod wodzą trenera Harry’ego Hopmana, dzięki zwycięstwom ostatniego dnia Quista nad Riggsem i Bromwicha nad Frankiem Parkerem. Tym samym bilans Hunta w reprezentacji pucharowej zamknął się tą jedną porażką.
Wysoki blondyn, z silnym serwisem i dobrym wolejem, w opinii jednego ze swoich rywali Pancho Segury uchodził za kandydata do czołowych miejsc w tenisie światowym w okresie powojennym.
Śmierć w katastrofie lotniczej w czasie lotu treningowego nad Atlantykiem w lutym 1945 przekreśliła szansę na spełnienie tych oczekiwań. W 1966 Hunt został uhonorowany miejscem w Międzynarodowej Tenisowej Galerii Sławy.

### Finały w turniejach wielkoszlemowych

#### Gra pojedyncza (3–1)
| Końcowy wynik | Nr | Data            | Turniej                                | Nawierzchnia | Przeciwnik  | Wynik finału        |
| ------------- | -- | --------------- | -------------------------------------- | ------------ | ----------- | ------------------- |
| Zwycięzca     | 1. | 6 września 1943 | U.S. National Championships, Nowy Jork | Trawiasta    | Jack Kramer | 6:3, 6:8, 10:8, 6:0 |